# Учитель танцев
«Учитель танцев» (исп. El maestro de danzar) — 3-актная комедия в стихах испанского драматурга Лопе де Веги; принадлежит к жанру «комедии плаща и шпаги»

## История создания
«Учитель танцев» является одним из наиболее ранних сочинений, написанных драматургом в жанре «комедии плаща и шпаги» — так испанские актёры c начала XVII века обозначали комедии нравов из современной жизни, которые, в отличие от «зрелищных комедий», игрались в обычных дворянских костюмах. Пьеса была написана в 1594 году в городе Альба-де-Тормес; сохранилась копия авторской рукописи. В 1653 году, уже после смерти автора, комедия впервые была опубликована — в сборнике пьес испанских драматургов, изданном в Мадриде.

## Сюжет
Молодой арагонский дворянин Альдемаро приезжает в город Тудела на свадьбу Фелисьяны, дочери местного богача Альбериго, и влюбляется в её младшую сестру — Флорелу. Чтобы проникнуть в дом возлюбленной, он представляется учителем танцев. Альдемаро не смеет признаться в своём знатном происхождении, поскольку для дворянина позорно работать за деньги; однако и в образе небогатого простолюдина ему удается завоевать любовь юной красавицы.
Между тем Фелисьяна, выданная замуж против воли, окончательно разочаровавшись в муже, влюбляется в Вандалино — претендента на руку Флорелы. От имени сестры она пишет Вандалино записки, притворяясь Флорелой, выходит к нему на свидания на балкон. Возникший на этой почве конфликт между сёстрами порождает серию интриг и драматических ситуаций, но в итоге Вандалино сам отказывается от Флорелы.
Тем временем слуга Альдемаро Белардо покоряет сердце Лисены, служанки Флорелы, и комедия счастливо заканчивается двумя свадьбами.

## История постановок в СССР
Первый перевод пьесы на русский язык был осуществлён Т. Л. Щепкиной-Куперник и опубликован в 1946 году. В том же году пьеса была впервые поставлена на российской сцене — режиссёром Владимиром Канцелем в Центральном театре Красной армии, премьера состоялась 31 декабря. Оформил спектакль художник Иван Федотов, музыку написал Александр Крейн, большую работу пришлось проделать специально приглашённому хореографу Владимиру Бурмейстеру.
На роль Альдемаро был приглашён Владимир Зельдин, в то время уже известный всей стране как исполнитель главной мужской роли в фильме «Свинарка и пастух». Остальные роли в спектакле исполняли: Белардо — Марк Перцовский и Андрей Попов, Рикардо — Георгий Сорокин, Альбериго — Коновалов, Фелисьяна — Любовь Добржанская, Флорела — Татьяна Алексеева и Людмила Касаткина (с 1947 года), Тевано — Владимир Благообразов, Вандалино — Михаил Майоров, Тельо — Яков Халецкий.
Спектакль шёл на сцене ЦТСА на протяжении нескольких десятилетий и стал такой же «визитной карточкой» театра, как «Укрощение строптивой» Алексея Попова. Только Зельдин сыграл Альдемаро больше тысячи раз; лишь в 1975 году его полностью заменил в этой роли более молодой Фёдор Чеханков (молодые дублёры стареющих звёзд были введены в спектакль в 1969 году).
В 1952 году спектакль был снят на киноплёнку режиссёром Татьяной Лукашевич — с теми же исполнителями главных ролей, которые играли премьеру. Однако перенос спектакля на экран понравился не всем; так, в «Очерках истории советского кино» (1961) предпочтение отдавалось театральной постановке: «Спектакль „Учитель танцев“ оказался на плёнке затянутым, нудным. Длинные монтажные куски с актёрами, выговаривающими свой текст, были в непримиримом противоречии с интенсивным внутрикадровым движением».
Успех московского спектакля побудил многие театры страны обратиться к комедии Лопе де Вега; «Учитель танцев» шёл на сценах Украины и Казахстана, Грузии и Армении, в ряде городов РСФСР. .